# Golunda
Golunda (Golunda) – rodzaj ssaków z podrodziny myszy (Murinae) w obrębie rodziny myszowatych (Muridae).

## Zasięg występowania
Rodzaj obejmuje jeden żyjący współcześnie gatunek występujący w południowo-zachodniej i południowej Azji.

## Morfologia
Długość ciała (bez ogona) 97–170 mm, długość ogona 74–131 mm, długość ucha 11–18 mm, długość tylnej stopy 20–28 mm; masa ciała 63–112 g.

## Systematyka
Rodzaj zdefiniował w 1837 roku angielski zoolog John Edward Gray na łamach The Magazine of natural history. Na gatunek typowy wyznaczył golundę dekańską (G. ellioti).

### Etymologia
Golunda: rodzima, indyjska (język konkani) nazwa gulandi dla golundy dekańskiej.

### Podział systematyczny
Do rodzaju należy jeden występujący współcześnie gatunek:
- Golunda ellioti J.E. Gray, 1837 – golunda dekańska

Opisano również gatunki wymarłe:
- Golunda aouraghei Piñero, Agustí Ballester, Haddoumi, El Hammouti, Chacón & Sala-Ramos, 2019[10] (Maroko; pliocen–plejstocen)
- Golunda dulamensis Kotlia & Sanwal, 2004[11] (Indie; plejstocen)
- Golunda gurai Sabatier, 1982[12] (Etiopia; pliocen)
- Golunda kelleri Jacobs, 1978[13] (Indie; pliocen–plejstocen)
- Golunda tatrotica Patnaik, 1997[14] (Indie; pliocen)